# 理论物理学教程
《理论物理学教程》（俄語：«Курс теоретической физики Ландау и Лифшица»，中文地区也常加上作者译为《朗道理论物理学教程》），是一套10卷的涵盖理论物理的丛书，在1930年代由列夫·朗道发起，他的学生叶夫根尼·利夫希茨也参与了编写。国际上，此系列丛书在非正式场合常被称作Landau and Lifshitz（《朗道和利夫希茨》）和 Landafshitz（《朗道夫希茨》，俄语：«Ландафшиц»）。

## 中文版
- Л.Д.朗道; Е.М.栗弗席兹. . 理论物理学教程 第一卷. 李俊峰、鞠国兴 译校. 中国: 高等教育出版社. 2007. ISBN 978-7-04-020849-8 （中文（中国大陆））.
  - 鞠国兴. . 《理论物理学教程》解读丛书 第一卷. 中国: 高等教育出版社. 2014. ISBN 978-7-04-039945-5 （中文（中国大陆））.
- Л.Д.朗道; Е.М.栗弗席兹. . 理论物理学教程 第二卷. 鲁欣、任朗、袁炳南 译. 邹振隆 校. 中国: 高等教育出版社. 2012. ISBN 978-7-04-035173-6 （中文（中国大陆））.
- Л.Д.朗道; Е.М.栗弗席兹. . 理论物理学教程 第三卷. 严肃  译. 喀兴林 校. 中国: 高等教育出版社. 2008. ISBN 978-7-04-024306-2 （中文（中国大陆））.
- В.Б.别列斯捷茨基; Е.М.栗弗席兹; Л.П.皮塔耶夫斯基. . 理论物理学教程 第四卷. 朱允伦 译. 庆承瑞 校. 中国: 高等教育出版社. 2015. ISBN 978-7-04-041597-1 （中文（中国大陆））.
- Л.Д.朗道; Е.М.栗弗席兹. . 理论物理学教程 第五卷. 束仁贵、束莼 译. 郑伟谋 校. 中国: 高等教育出版社. 2011. ISBN 978-7-04-030572-2 （中文（中国大陆））.
- Л.Д.朗道; Е.М.栗弗席兹. . 理论物理学教程 第六卷. 李植 译. 陈国谦 审. 中国: 高等教育出版社. 2012. ISBN 978-7-04-034659-6 （中文（中国大陆））.
- Л.Д.朗道; Е.М.栗弗席兹. . 理论物理学教程 第七卷. 武际可、刘寄星 译. 中国: 高等教育出版社. 2009. ISBN 978-7-04-026382-4 （中文（中国大陆））.
- Л.Д.朗道; Е.М.栗弗席兹. . 理论物理学教程 第八卷. 刘寄星、周奇 译. 中国: 高等教育出版社. 2020. ISBN 9-787-04-052701-8 （中文（中国大陆））. [3]
- Е.М.栗弗席兹; Л.П.皮塔耶夫斯基. . 理论物理学教程 第九卷. 王锡绂 译. 中国: 高等教育出版社. 2008. ISBN 978-7-04-024160-0 （中文（中国大陆））.
- Е.М.栗弗席兹; Л.П.皮塔耶夫斯基. . 理论物理学教程 第十卷. 徐锡申、徐春华、黄京民 译. 中国: 高等教育出版社. 2008. ISBN 978-7-04-023069-7 （中文（中国大陆））.

## 关于该丛书
有人说，在1938－1939年，处于内务人民委员会的监狱里时，朗道就已经在脑子里组织好了此套丛书的大部分内容。
然而，大部分早期分卷的创作都是由利夫希茨进行的，也因此产生了一种俏皮的说法：“朗道不用动笔，正如利夫希茨不用动脑”。
起初的八卷在1950年代以俄语写就，随后在50年代晚期前翻译成英语。最后两卷在80年代早期写就，弗拉基米尔·Б·别列斯捷茨基及列夫·皮塔耶夫斯基亦有贡献。
这套书因其对物理学定理有着简洁、优雅、准确地描述而闻名。书中所涉及的内容较为高深，有明显的步骤跳跃，需要良好的基础物理学和数学功底做为基础。一般适合具有硕士研究生水平的读者学习。